# Schmidtstedt

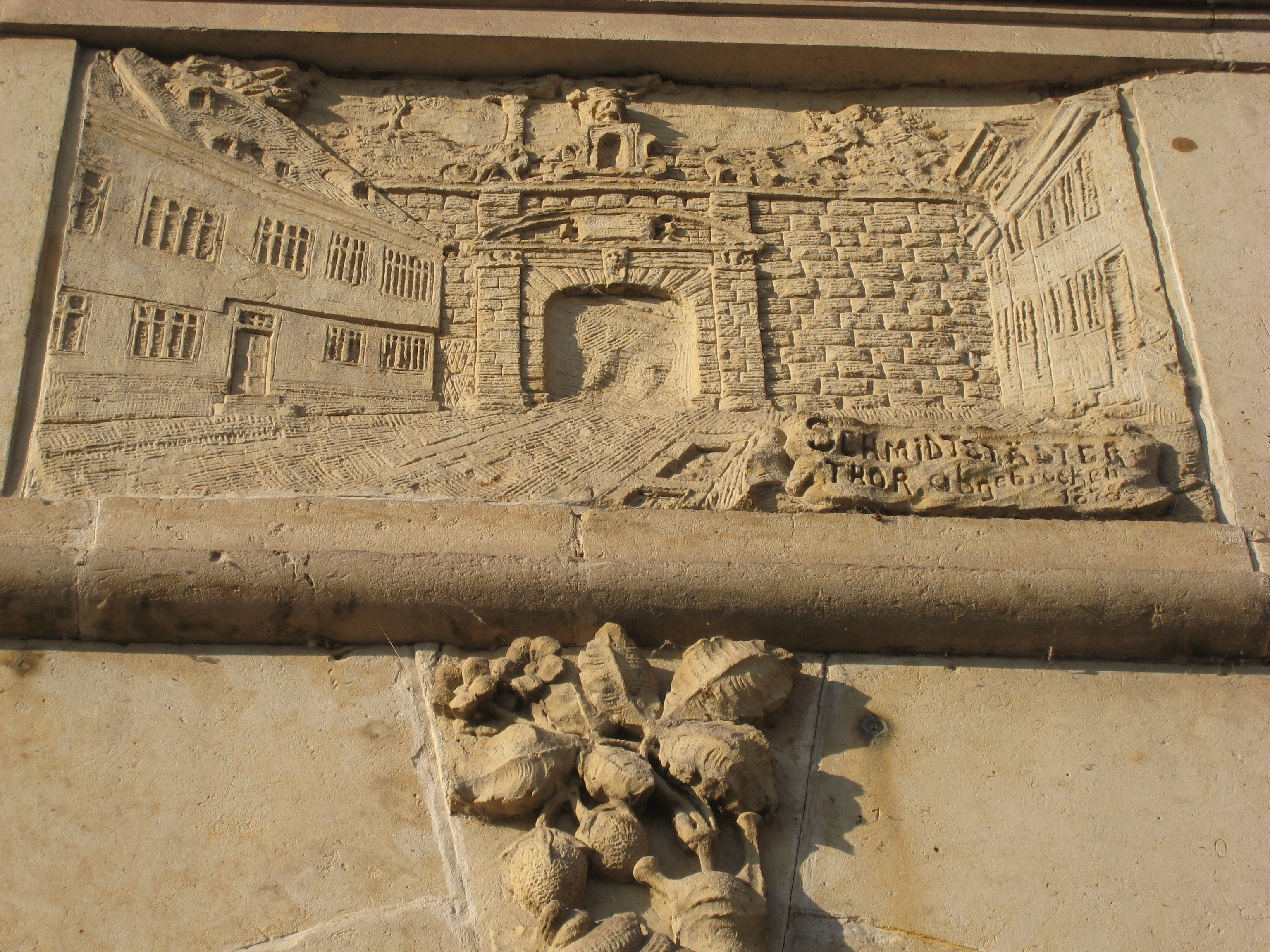
Relief des abgebrochenen Schmidtstedter Tors

Der einstige Ort Schmidtstedt ist heute eine Wüstung im Südosten der thüringischen Landeshauptstadt Erfurt.
An das ehemalige Dorf erinnern heute noch zahlreiche Bezeichnungen von Straßen und Örtlichkeiten in der Erfurter Stadtflur, deren Name sich von Schmidtstedt ableitet.

## Geschichte
Die Erforschung der mittelalterlichen Wüstungen um Erfurt begann bereits vor 200 Jahren. Neben der Siedlung Schmidtstedt gingen in der Erfurter Stadtflur die ehemaligen Dörfer und Höfe Neuses, Münstergehofen, Orfall, Hohenwinden, Daberstedt, Wittenroda, Hesseborn, Mannzimmern, Ranigsdorf, Marpich, Ranstet und Sulza auf. Von diesen Siedlungsplätzen wurden bisher nur die Sulzer Siedlung und Neuses eingehender archäologisch untersucht, da die Mehrzahl der Wüstungsorte bereits von der modernen Stadt überbaut sind.
Aus den interdisziplinären Forschungen zum Wüstungsgeschehen im Erfurter Gebiet konnte die bisher vorherrschende Annahme, diese Orte seien nach kriegerischen Auseinandersetzungen oder infolge von Seuchen aufgegeben worden, nicht mehr aufrechterhalten werden. Offenbar war der Anreiz, die dörfliche Gemeinschaft aufzugeben und in den vermeintlich sicheren Mauern der nahen Großstadt eine Wohnstätte zu beziehen, bereits im 13. Jahrhundert ein wichtiger Grund, weshalb diese Orte nach und nach von ihren Bewohnern verlassen wurden.
Das Dorf Schmidstedt lag an der heutigen Weimarischen Straße im Bereich des Gasthof Henne und fiel wahrscheinlich schon vor dem Jahr 1350 wüst. Der Ort gehörte zu einem Gebiet vor der Stadt, das als Vogtei Büßleben bezeichnet wird. Schmidtstedt war kein unbedeutender Ort, er besaß sogar eine eigene Kirche, diese stand noch bis 1631 und wurde im Dreißigjährigen Krieg von den Schweden zur Baumaterialgewinnung abgebrochen.
Die Schmidtstedter Flur bildet heute den östlichen Teil des Stadtteils Daberstedt.